# Louis Marie Joseph de Brigode
Pour les autres membres de la famille, voir Famille de Brigode.
Pour les articles homonymes, voir Brigode.
Louis Marie Joseph de Brigode, né le 24 octobre 1776 à Lille et décédé à Bourbonne-les-Bains le 22 septembre 1827, est un homme politique français sous le Premier Empire et la seconde Restauration du trône des Bourbons.

## Biographie
Issu d'une ancienne famille distinguée de la Flandre française, Louis-Marie nait le 24 octobre 1776 à Lille (baptisé à l'église Saint-Étienne). Il était le plus jeune des fils de Pierre Jacques Joseph de Brigode, écuyer, seigneur de Kemlandt, conseiller-secrétaire du Roi, Maison et couronne de France en la chancellerie près le Parlement de Flandres, et de Marie Catherine Recq.
Il avait pour frères Pierre de Brigode de Kemlandt (1773-1849), comte héréditaire en 1828, et Romain-Joseph de Brigode-Kemlandt (1775-1854), baron d'Empire.
Il échappe aux proscriptions révolutionnaires.
Apprenti à la loge des Amis Réunis en 1800[réf. nécessaire].
En 1803, le premier consul, de passage à Lille le nomme maire de Lille (arrêté du 14 vendémiaire an XII). Puis il assure les fonctions de conseiller général du Nord l'année suivante.
Lors de la formation de la maison civile de Napoléon, il est compris au nombre de ses chambellans, et est désigné en 1804 parmi les commissaires chargés d'aller chercher le pape Pie VII et de l'accompagner à Paris à l'occasion du sacre de l'Empereur. Il est de service auprès du Saint-Père, pendant son séjour, et, avec Auguste Durosnel, écuyer de l'empereur, fit également le voyage de retour à Rome.
1809 sera pour lui l'année des honneurs : chevalier de l'Empire en janvier 1809, il est fait comte de l'Empire, sur institution d'un majorat, en août et sera également le commandant (nominal) en chef de la garde d'honneur de Lille.
Nommé le 1er janvier 1811, président du collège électoral de l'arrondissement de Lille, il est présenté, le 24 février, en cette qualité à l'empereur ; et après avoir exprimé la reconnaissance des habitants, il ajouta :

« Cet hommage, sire, nous ne l'adressons pas au prince victorieux, ni au dominateur des nations; mais au protecteur des arts, à celui qui anime notre industrie, qui embellit nos villes, et fait fleurir nos campagnes ; et c'est sous son heureuse influence que nous jouissons aussi, pour les générations futures, des gages de bonheur que leur promet votre heureux hyménée »

Le 17 janvier 1813, M. de Brigode, en sa qualité de maire de Lille, et accompagné du conseil municipal, offre à l'empereur cinquante cavaliers, armés et équipés, en lui disant :

« Lorsque nous avons appris les désastres causés dans vos armées par la rigueur des saisons, nous avons éprouvé le besoin d'offrir à V.M. nos bras et notre fortune, pour réparer des pertes imprévues : mais aujourd'hui que la trahison augmente ces désastres, l'indignation succède à la douleur ; le sentiment de l'honneur national reçoit une nouvelle force, et l'amour de la patrie et du souverain prend un nouvel essor. Les habitants de Lille n'ont jamais eu besoin d'exemple quand ils pouvaient montrer à Votre Majesté combien leur dévouement est sans bornes pour sa personne sacrée. »

De 1811 à 1812, il tient en Espagne un détachement de la maison de l'empereur (écuyers, brigades de chevaux, bêtes de somme, etc.), accomplissant son service auprès de l'empereur, sans abandonner ses fonctions de maire.
Il est commandeur de la Légion d'honneur depuis le 23 mars 1814 lorsque, le Sénat conservateur déclare la déchéance de Buonaparte en avril 1814. Brigode, dégagé de son serment par l'abdication de Fontainebleau, jure alors fidélité aux Bourbons.
Le 22 mars, il reçoit Louis XVIII, accompagné de ses fidèles, maréchaux et ministres, dans sa résidence lors de son passage dans sa ville alors qu'ils se rendaient à Gand. Brigode se met en retrait de ses fonctions publiques pendant l'absence du monarque. Démissionnaire lors des Cent-Jours, il s'éloigne de Lille et de l'activité politique.
Il est réintégré par l'ordonnance du 7 juillet 1815 et continue ensuite à remplir les fonctions de maire avec autant de sagesse que de modération. Il est fait président du collège électoral de l'arrondissement de Lille le 26 du même mois.
Nommé Pair de France le 17 août 1815, il donne sa démission de maire de Lille dans le courant de janvier 1816.
Dans le cours de sa longue et honorable administration comme maire d'une des principales villes de France, il a eu souvent occasion de manifester son dévouement pour la chose publique et pour le chef de l'état. Il donna au trône légitime des preuves non moins équivoques de sa fidélité et de la droiture de ses sentiments, en cessant, notamment, ses fonctions de maire de Lille lors de l'« usurpation » de Buonaparte. À une époque où le chaos politique exacerbe les passions, des placards apparaissaient déjà sur les murs de la ville de Lille : « De Brigode-Kenlan, Chambellan du Tyran, prends tes guêtres et va-t-en. »
Il se distingua à la chambre haute par la pondération de ses opinions.
Dans le procès du maréchal Ney, il est l'un des cinq membres de la chambre des pairs (le comte de Nicolaÿ, le marquis d'Aligre, le comte de Brigode, le comte de Sainte-Suzanne et le duc de Choiseul-Stainville), qui se récusent et s'abstiennent de prendre part au vote, refusant de se rendre complices des passions du gouvernement. Voyant qu'on ne voulait pas de juges, il refusa de voter pour ne pas augmenter le nombre des bourreaux et recommanda le maréchal à la clémence du Roi
En décembre 1815, il demande que les départements et les communes puissent garder la libre disposition de leurs revenus et de leur centimes additionnels. Il défend, le 25 février 1817, la liberté de la presse, vote contre les lois d'exception et contre toutes les mesures en désaccord avec les principes constitutionnels de le Charte de 1814.
Louis XVIII lui confirme le titre de comte le 18 février 1818.
Il succombe d'une apoplexie foudroyante le 22 septembre 1827 à Bourbonne-les-Bains.
Le comte de Brigode était excellent musicien et avait la réputation d'un homme d'esprit.
Un laissez-passer pour les Pays-Bas, conservé en mairie de Lille, donne de lui une description succincte : taille : 1,73 m ; cheveux : châtains ; front : haut ; yeux : bleus ; nez : régulier ; bouche : moyenne ; menton : rond ; visage : ovale ; teint : coloré !  

### Mariages et descendance
Il se marie deux fois.
Il épouse à Lille le 1er février 1801 Marie Bonne Romaine Potteau (Lille, 17 janvier 1780 - Lille, 26 juillet 1802), fille de Bon Louis Joseph Potteau, écuyer, seigneur de La Rue, bourgeois de Lille, conseiller du roi en la chancellerie près le Parlement de Flandres et de Françoise Joseph Le Mesre. Dont un fils.
Veuf, il se remarie à Paris le 11 avril 1825, avec Émilie Louise Marie Françoise Joséphine de Pellapra (Lyon, 11 novembre 1806 - château de Ménars, 22 mai 1871), fille de Leu Henri Alain de Pellapra et de Françoise Marie Leroy, prétendue fille naturelle de Napoléon Ier. Dont deux autres fils.
- Louis Arthur de Brigode (Lille, 28 décembre 1801 - Florence, 20 novembre 1822) ;

- Fernand de Brigode (Paris, 1er août 1827 † octobre 1830) ;
- Louis Marie Henry Pierre Désiré de Brigode du Hallay-Coëtquen (Paris, 1er août 1827 - Paris, 4 août 1859), frère jumeau du précédent, marquis de Brigode[5], Pair de France, maire de Romilly-la-Puthenaye (Eure), conseiller général du Canton de Beaumont-le-Roger, marié à Bruxelles le 16 mai 1849[3] avec Annette du Hallay-Coëtquen (1831 † 1905), remariée avec le baron de Poilly, d'où postérité éteinte[6].

La veuve de Louis-Marie se remaria le 30 août 1830 avec le prince Joseph de Riquet de Caraman (1808-1886), 17e prince de Chimay, dont elle eut quatre autres enfants

### Fonctions
- Conseiller général du Nord (1801) ;
- Maire de Lille (arrêté du 14 vendémiaire an XII (1802) - janvier 1816) ;
- Chambellan de l'Empereur (1804)
- Commandant (nominal) en Chef de la Garde d'honneur de Lille (1809).
- Président du collège électoral de l'arrondissement de Lille (1er janvier 1811) ;
- Président du collège électoral de l'arrondissement de Lille (26 juillet 1815) ;
- Pair de France (17 août 1815, comte-pair le 31 août 1817, lettres patentes du 18 février 1818).

### Titres
- Chevalier de l'Empire en janvier 1809 ;
- Comte de l'Empire, sous majorat, en août 1809.

### Distinctions
- Commandeur de la Légion d'honneur le 23 mars 1814.

## Armoiries
- - Armes sous l'Ancien Régime, reprises sous la Restauration : Écartelé : aux 1 et 4, d'or, à trois étoiles mal-ordonnées de sable ; aux 2 et 3, d'azur, au cygne d'argent. L'écu entouré d'une bordure de gueules. Supports: deux licornes. Devise: PATRIAE REGIQUE FIDES[7],[8].

- - Brigode de Kemlandt Coupé : au 1, de gueules, à trois quintefeuilles d'argent ; au 2, d'argent, au cygne de sinople. Devise: DIEU EN SOIT LA GARDE[7]
  - Armes de Comte de l'Empire : Ecartelé au 1 et 4 d’or à trois étoiles de sable, au 2 et 3 d’azur au cygne d’argent (de Brigode) ; au canton des comtes officiers de la Maison de l'Empereur.[9] ;